# Gotham Knights
Gotham Knights (с англ. — «Рыцари Готэма») — компьютерная игра в жанре action/RPG с открытым миром, разработанная канадской студией WB Games Montreal и изданная Warner Bros. Interactive Entertainment. Выход игры для Windows, PlayStation 5 и Xbox Series X/S изначально был намечен на 2021 год, однако позже игра была перенесена на 2022 год. Релиз игры состоялся 21 октября 2022.
Игра основана на комиксах о Бэтмене издательства DC Comics, и её действие разворачивается в вымышленном городе Готэм-Сити, однако — в отличие от серии Batman: Arkham — в Gotham Knights игрокам предлагается управлять не Бэтменом: согласно завязке игры, Брюс Уэйн (Бэтмен) мёртв. После смерти как Бэтмена, так и полицейского комиссара Джеймса Гордона, Готэм охватила вспышка преступности, связанной с тайной организацией под названием Суд Сов; место Бэтмена должны занять герои-преемники — Робин, Красный Колпак, Найтвинг и Бетгёрл. Игра была анонсирована на мероприятии DC FanDome в августе 2020 года.

## Игровой процесс
Gotham Knights — ролевой экшн, действия которого будут происходить в открытом мире Готэм-Сити. Игрок в режиме от третьего лица сможет управлять одним из четырёх персонажей: Красным колпаком, Робином, Бетгёрл и Найтвингом, расправляющимися с противниками в основном в ближнем бою. Каждый персонаж имеет свой уникальный стиль игры и способности. В игре будет присутствовать как однопользовательский, так и кооперативный режим игры для двух игроков, в котором второй игрок может в любой момент выйти из игры, не влияя на игровой процесс другого. Игроки могут повышать уровень своих персонажей, при этом уровень врагов будет также автоматически повышаться. Оперативная база героев расположена в Белфри, в ней игроки могут менять персонажей, боевую экипировку и костюмы, а также готовиться к следующей миссии.

## Сюжет

### Сеттинг
Действие игры происходит в Готэм-Сити после гибели Бэтмена (Майкл Антонакос) и комиссара полиции Джеймса Гордона, что привело к росту преступности и беззакония.
Игроку доступны четверо соратников покойного героя — Дик Грейсон (Найтвинг) (Кристофер Шон), Барбара Гордон (Бэтгёрл) (Америка Янг), Тим Дрейк (Робин) (Слоун Морган Сигел), и Джейсон Тодд (Красный Колпак) (Стивен Оюнг), которые после получения предсмертного сообщения от Бэтмена решают защитить Готэм.
По ходу игры их противниками выступят ряд злодеев, среди них — Суд сов, Мистер Фриз, Пингвин (Элайас Туфексис), Глиноликий и Харли Квинн. Вспомогательными персонажами являются дворецкий Уэйнов Альфред Пенниуорт (Гилдарт Джексон) и капитан полиции Рене Монтойя (Кризия Байос).

### Сюжет
Бэтмен попадает в засаду Ра’с аль Гула в Бэт-пещере и получает смертельное ранение. Не имея возможности победить, герой запечатывает себя и Гула там и запускает протокол самоуничтожения, который убивает их обоих. Смерть Бэтмена запускает протокол Чёрного кода, который вызывает Найтвинга, Бэтгёрл, Красного Колпака и Робина. В качестве своего последнего действия Бэтмен завещает им резервную базу данных под названием Колокольня, а также файлы всех своих расследований и говорит своим ученикам, что они понадобятся Готэму больше, чем когда-либо, как только преступный мир заметит пропажу Бэтмена. Решив выполнить волю учителя, четыре героя объединяются для формирования отряда Готэмских рыцарей.
С помощью Альфреда Пенниворта герои запускают Колокольню и решают изучить последнее расследование Бэтмена и его фигуранта доктора Кирка Лангстрема. Рыцари находят его убитым, а при нём — жесткий диск с секретными исследованиями. Когда они проникают в морг GCPD, чтобы восстановить ключ шифрования ДНК Лангстрема, они сталкиваются с Талией аль Гул, которая сжигает тело отца и предупреждает героев, что Лига теней скоро нападёт на Готэм. Затем рыцари получают сообщение от заключённой в Блэкгейте Харли Квинн, которая расследовала ещё одну зацепку последнего расследования Бэтмена. Рыцари восстанавливают её память и обнаруживают доказательства многовекового заговора, в ходе которого несколько преступников были досрочно освобождены из Блэкгейта после загадочной гибели свидетелей их преступлений, последней жертвой как раз и стал Лангстрем. Затем рыцари отправляются в особняк Пингвина, которого подозревают связанным с этим дело. Преступник рассказывает им о существовании закулисно правящего городом тайного общества Суда сов, отсылая героев в элитный клуб Пауэрс.
Рыцари проникают в заведение и обнаруживают реальность существования Суда Сов, после чего им удается сбежать со старым ключом. Понимая, что последним делом их учителя была деятельность этого тайного общества, Рыцари пытаются найти любую связанную информацию и узнают, что Суд ищет фонтан молодости. Рыцари используют ключ для доступа к секретной шахте под Готэмом, где Суд синтезирует вещество дионезиум, позволяющее создавать суперсолдат-нежить Когтей. Талия сообщает, что Лига следила за Судом и ради их уничтожения готовится уничтожить весь Готэм. Она советует рыцарям самим победить заговорщиков до прибытия Лиги. Рыцари проникают на устроенную Судом вечеринку-маскарад с целью найти её лидера, которым оказывается дядя Брюса Уэйна Джейкоб Кейн. Он рассказывает героям, что знает как о тайной деятельности Брюса, так и о них самих, после чего требует от них не вмешиваться. Члены Лиги теней проникают на мероприятие и начинают убивать заговорщиков, рыцари вынуждены бежать. Они продолжают исследовать структуру Суда с целью замедлить пробуждение Когтей, которыми общество хочет окончательно захватить город.
Собрав достаточно улик для обвинения Кейна, рыцари заручаются поддержкой полицейской Рене Монтойя, перед которой в знак доверия раскрывают свои истинные личности. Она соглашается вручить ордер на арест и задержать Кейна, если герои смогут выманить его из укрепленной штаб-квартиры в Kane Industries. Рыцари прорывают оборону и задерживают Кейна, но Талия убивает его, прежде чем его удается взять под стражу. Она показывает, что намеренно манипулировала рыцарями с целью уничтожить Суд Сов, и теперь планирует возглавить Лигу для очищения Готэма от коррупции и преступности. Рыцари следуют по следу Талии к руинам лечебницы Аркхэм, где обнаруживают, что Лига присвоила исследования Лангстрема и воду из Ямы Лазаря для создания мутантов мен-бэтов. Разобравшись с существами Рыцари следуют за Лигой в сеть туннелей под кладбищем Готэма, где находят Яму. Здесь Талия аль Гул сообщает, что выкрала тело Брюса, воскресила его и подправила его разум с целью сделать следующим лидером Лиги. Рыцарям удается излечить учителя победить Талию, которая бежит. Однако после этого приходят члены Суда Сов с целью заполучить власть над Ямой Лазаря. Брюс разрушает её с помощью бэтплана, после чего снова гибнет.
Талия и Лига теней покидают Готэм, оставив несколько убийц для охоты на рыцарей. Суд Сов уходит в тень, продолжая готовить новые интриги. Чтобы успокоить жителей Готэма, рыцари публично заявляют, что город находится под их защитой.

## Разработка
Слухи об игре появились ещё в начале 2019 года, когда художник Эдди Мендоза, раньше работавший в Warner Bros, опубликовал три картинки, на которых Бэтмен сражается с убийцами из группировки Когти. Несмотря на то, что по словам Мендозы рисунки созданы «просто для развлечения», позже он их удалил, что и привлекло внимание общественности. Позже WB Games Montreal намекало на существование игры пользователям Reddit и Twitter. В марте 2020 года, новостной редактор Kotaku Джейсон Шрайер поделился информацией о том, что издательство Warner Bros. Games собиралось устроить на отменённой E3 2020 года свою первую пресс-конференцию, и показать некие игры по вселенной DC и Гарри Поттера. Gotham Knights была анонсирована на мероприятии DC FanDome в августе 2020 года с запланированной датой выхода в 2021 году на платформах Windows, PlayStation 4, PlayStation 5, Xbox One и Xbox Series X/S, но в марте 2021 года Warner Bros. заявила о переносе игры на 2022 год. Версии для PlayStation 4 и Xbox One позже были отменены. В августе 2022 года на конференции Gamescom было объявлено, что дата выхода игры будет перенесена с 25 октября 2022 года на 21 октября 2022 года.

## Отзывы критиков
| Сводный рейтинг       | Сводный рейтинг                        |
| Агрегатор             | Оценка                                 |
| --------------------- | -------------------------------------- |
| Metacritic            | 70/100 (PS5) 68/100 (XSXS) 64/100 (PC) |
| Иноязычные издания    |                                        |
| Издание               | Оценка                                 |
| Game Informer         | 7,25/10                                |
| GameSpot              | 4/10                                   |
| IGN                   | 5/10                                   |
| PC Gamer (US)         | 49/100                                 |
| Push Square           | 7/10                                   |
| Русскоязычные издания |                                        |
| Издание               | Оценка                                 |
| StopGame.ru           | «Мусор»                                |

Gotham Knights получила в основном «смешанные отзывы», согласно сайту-агрегатору Metacritic. Сайт Game Informer присвоил игре оценку 7,25 из 10, похвалив совместную игру, но подвергнув критике боевую систему и миссии. GameSpot же оставил отрицательный отзыв, критикуя сюжет и навязчивый гринд, а также отмечая её неоригинальность.

### Продажи и награды
Gotham Knights стала второй самой продаваемой игрой за первую неделю с момента релиза в Великобритании. В Японии физическая версия для PlayStation 5 разошлась тиражом в три тысячи единиц за неделю, что сделало её тринадцатой самой продаваемой игрой недели в стране.
Игра номинирована на премию Visual Effects Society Awards в категории «Выдающиеся визуальные эффекты в проекте реального времени»